# Кнут Гольманн
Кнут Гольманн (норв. Knut Holmann, нар. 31 липня 1968, Осло, Норвегія) — норвезький веслувальник на байдарках, триразовий олімпійський чемпіон (1996 рік та двічі 2000 рік), дворазовий срібний (1992 та 1996 роки) та бронзовий (1992 рік) призер Олімпійських ігор , чотириразовий чемпіон світу.

## Біографія
Кнут Гольман народився 31 липня 1968 року в місті Осло.
Після вдалих виступів зумів пробитися в основну збірну Норвегії, та представив її на Олімпійських іграх 1988 року в складі екіпажу-четвірки. Цей екіпаж у півфіналі не зумів фінішувати та завершив свої виступи на турнірі. У 1990 році спортсмен зумів вперше в кар'єрі стати чемпіоном світу, він виграв дистанцію 1000 метрів в одичночному заїзді. Через рік спортсмен поворив своє досягнення на дистанції 1000 метрів, а також виграв срібну медаль на дистанції 500 метрів. На Олімпійських іграх 1992 року зумів виграти дві медалі. Гольманн став третім на дистанції 500 метрів, а також виграв срібну медаль на дистанції 1000 метрів.
Наступний олімпійський цикл спортсмен також почав дуже успішно. У 1993 році він втретє поспіль виграв дистанцію 1000 метрів на чемпіонатах світу, а також став срібним призером на дистанції 10000 метрів. Наступного року став дворазовим бронзовим призером чемпіонату світу (дистанції 500 та 1000 метрів), а у 1995 році знову виграв дистанцію 1000 метрів, а також був другим на дистанції 500 метрів. У 1996 році на Олімпійських іграх в Атланті вперше в кар'єрі завоював титул олімпійського чемпіона. Він переміг на своїй улюбленій дистанції 1000 метрів. Окрім цього Гольман став срібним призером на дистанції 500 метрів. 
Протягом наступного олімпійського циклу спортсмен здобував медалі переважно на дистанції 1000 метрів (бронза у 1997 році, та два срібла у 1998 та 1999 роках). Окрім цього у 1998 році він став бронзовим призером у складі байдарки-четвірки на дистанції 200 метрів. У 2000 році на Олімпійських іграх в Сіднеї зумів захистити титул олімпійського чемпіона на дистанції 1000 метрів, а також вперше в кар'єрі виграти дистанцію 500 метрів. Після цих змагань вирішив завершити спортивну кар'єру.

## Виступи на Олімпійських іграх
| Олімпіада      | Дисципліна                     | Місце      |
| -------------- | ------------------------------ | ---------- |
| Сеул 1988      | байдарки-четвірки, 1000 метрів | AC h2 r3/4 |
| Барселона 1992 | байдарки-одиночки, 500 метрів  | 3          |
| Барселона 1992 | байдарки-одиночки, 1000 метрів | 2          |
| Атланта 1996   | байдарки-одиночки, 500 метрів  | 2          |
| Атланта 1996   | байдарки-одиночки, 1000 метрів | 1          |
| Сідней 2000    | байдарки-одиночки, 500 метрів  | 1          |
| Сідней 2000    | байдарки-одиночки, 1000 метрів | 1          |